# Шах-Малик
Шах-Малик — последний ябгу Огузской державы (998—1042). С 1039 году шах Хорезма (хорезмшах).
На рубеже X—XI веков в государстве были нередки народные восстания против хищнических сборов налогов. Особенно такие восстания участились во второй половине X века при Али-Ябгу. Этой ситуацией хотели воспользоваться сельджуки, которые возглавили восстания и захватили Дженд, но вскоре были вынуждены покинуть эти места. Во время правления последнего ябгу огузов Шахмалика государство усилилось.
В 1038 году падишах государства Газневидов Масуд Газневи назначил шахом Хорезма и вел войну своего противника хорезмшаха Исмаил ибн Алтунташа (1035—1039). В 1041 году Шах-Малик подавил восстание, покорил Хорезм, спустя 2 года попал в плен к сельджукам и был казнён. Это был последний правитель Огузской державы.
У Шах-Малика известна жена по имени Алтунжан-хатун (ум. 1060) и один сын по имени Ануширван (ум. 1063).

## Источник
- Гончаров Е. Ю., Настич В. Н. Новые нумизматические памятники IX в. из Восточного Приаралья (новооткрытый чекан государства Сырдарьинских огузов) // Международная научная конференция «РАСМИР: Восточная нумизматика — 2011». Сб. науч. трудов. ― Киев, 2013. С. 26-30.